# Løvstakken
Løvstakken est l'une des sept montagnes (de syv fjell en norvégien) qui entourent Bergen. Son sommet se trouve à 477 m d'altitude. La montagne se trouve entre Fyllingsdalen et Bergensdalen, et était aussi le nom d'un quartier de Bergen qui de nos jours fait partie de Årstad et Fyllingsdalen. Løvstakken et les forêts alentour sont des endroits de promenades populaires pour la population locale. Løvstakken est connecté au sommet Gullsteinen.

## Toponymie
Sur le versant ouest de Løvstakken se trouvait une ferme portant le même nom que la montagne. Cependant, il est incertain si le nom a d'abord été utilisé pour la montagne ou pour la ferme. Sur une carte de la ville datant de 1690, il est appelé Lauvstock Field ou Lauvstak Field. Dans un document d'une affaire de délimitation entre Solheim et Kronstad en 1727, il est appelé Loustokken. Sur une carte de 1770, nous trouvons la forme du nom Laustak. Sur la carte de la délimitation de Christie pour Solheim en 1776, il est écrit Lauvstakken. Dans une recommandation de 1779 concernant la construction de routes postales sur la montagne, le fermier Henrik Løndahl utilise le nom Laustakken. En plus de ces variantes, au XVIIIe siècle, on utilisait également le nom Solheimsfjellet. À partir du XIXe siècle, le nom a été de plus en plus souvent écrit Løvstakken.

## Sentier de randonnée
Løvstien est un chemin de randonnée qui s'étend le long des versants nord et est de Løvstakken, de Øvre Kråkenes à Melkeplassen. Un remblai anti-éboulement a été construit le long du Løvstien. Ce remblai s'est avéré utile en septembre 2018, lorsqu'un glissement de terrain s'est produit sur le flanc de la montagne, et le sentier Løv a dû être fermé près du site de l'éboulement.

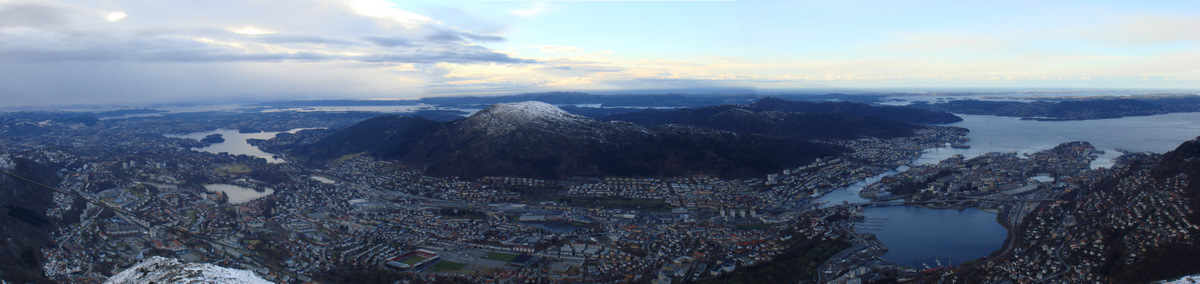
Bergensdalen au premier plan, Løvstakken au centre, Store Lungegardsvånnet, Bergenhus et Fløyen à droite.